# ژاژ
ژاژ میوه ای است خاردار و بی‌مزه مانند درمنه که هر چه شتر آنرا بخاید نرم نشود و آنرا فرو نبرد. اصطلاح ژاژخایی کنایه از حرف بیهوده و بی معنا زدن از نام همین گیاه گرفته شده‌است.